# Jürgen Seeher
Jürgen Seeher (Aquisgrana, 22 maggio 1953) è uno storico e archeologo tedesco.

## Biografia
Seeher ha studiato del 1974 al 1983 preistoria e protostoria, etnologia, folclore e geologia del quaternario a Colonia, Francoforte sul Meno, Berlino e Kiel.
Nel 1983, ha conseguito il dottorato presso l'Università libera di Berlino con una tesi sulla ceramica del neolitico agli inizi dell'età del bronzo nel sito di Demircihoyük e la sua posizione in Anatolia occidentale.
Dal 1984 è stato responsabile per l'analisi e la pubblicazione degli scavi nel villaggio Predinastico Maadi presso il Cairo.
Dal 1989 al 2014 è stato relatore per la storia presso il Dipartimento di Istanbul dell'Istituto archeologico germanico.
Dopo la direzione degli scavi nel 1990 e 1991 presso Demircihüyük-Sarıket in Turchia, dal 1994 al 2005 diverrà il successore del direttore Peter Neve presso gli scavi nella capitale ittita Ḫattuša.
Seeher è membro della Società orientale tedesca e membro corrispondente dell'Istituto Archeologico Germanico. Il 20 febbraio, 2015 è stato insignito della Croce al merito con il nastro per i suoi servizi per la ricerca archeologica tedesca in Turchia.

## Pubblicazioni
- A Die neolithische und chalkolithische Keramik. B Die frühbronzezeitliche Keramik der älteren Phasen (= Demircihüyük: Die Ergebnisse der Ausgrabungen 1975–1978. Band 3: Die Keramik. Teil 1). Von Zabern, Mainz 1987, ISBN 3-8053-0901-5.
- mit Ibrahim Rizkana: Maadi I. The Pottery of the Predynastic Settlement (= Archäologische Veröffentlichungen. Band 64). Von Zabern, Mainz 1987, ISBN 3-8053-0925-2.
- mit Ibrahim Rizkana: Maadi II. The Lithic Industries of the Predynastic Settlement (= Archäologische Veröffentlichungen. Band 65). Von Zabern, Mainz 1988, ISBN 3-8053-0980-5.
- mit Ibrahim Rizkana: Maadi III. The Non-Lithic Small Finds and the Structural Remains of the Predynastic Settlement (= Archäologische Veröffentlichungen. Band 80). Von Zabern, Mainz 1989, ISBN 3-8053-1050-1.
- mit Ibrahim Rizkana: Maadi IV. The Predynastic Cemeteries of Maadi and Wadi Digla (= Archäologische Veröffentlichungen. Band 81). Von Zabern, Mainz 1990, ISBN 3-8053-1156-7.
- Hattuscha-Führer. Ein Tag in der hethitischen Hauptstadt. 4., überarbeitete Auflage. Ege Yayınları, Istanbul 2011, ISBN 978-605-5607-57-9.
- Die bronzezeitliche Nekropole von Demircihüyük-Sarıket (= Istanbuler Forschungen. Band 44). Wasmuth, Tübingen 2000, ISBN 3-8030-1765-3.
- Die Lehmziegel-Stadtmauer von Hattuša. Bericht über eine Rekonstruktion. Ege Yayınları, Istanbul 2007, Template:Falsche ISBN.
- Götter in Stein gehauen. Das hethitische Felsheiligtum von Yazılıkaya. Ege Yayınları, Istanbul 2011, ISBN 978-605-5607-53-1.